# مقاطعة هاسكيل (كانساس)
مقاطعة هاسكيل (بالإنجليزية: Haskell County)‏ هي إحدى المقاطعات في ولاية كانساس، الولايات المتحدة الأمريكية.